# 広島警察管区
広島警察管区（ひろしまけいさつかんく）は、国家地方警察本部の地方機関で、広島県、岡山県、山口県、鳥取県、島根県、徳島県、香川県、愛媛県、高知県の国家地方警察を管轄する。所在地は広島県広島市。
旧警察法（昭和22年12月17日法律第196号）施行により発足。1954年（昭和29年）の新警察法の公布により廃止され、警察庁傘下の中国管区警察局と四国管区警察局に移行した。（両管区警察局は2019年4月に統合）

## 組織
1948年（昭和23年）時点
- 総務部
- 警務部
- 刑事部
- 警備部
- 管区警察学校

## 歴代警察管区本部長
1. 伊関庄三郎（警視長）
2. 瓜生順良（警視長）
3. 山口喜雄（警視長）
4. 坂本智元（警視長）